# Johnstown (Pennsylvanie)
Pour les articles homonymes, voir Johnstown.
 (décembre 2023).
Si vous disposez d'ouvrages ou d'articles de référence ou si vous connaissez des sites web de qualité traitant du thème abordé ici, merci de compléter l'article en donnant les références utiles à sa vérifiabilité et en les liant à la section « Notes et références ».
Johnstown est une ville américaine du comté de Cambria, dans le Commonwealth de Pennsylvanie. Elle est située dans le nord-est des États-Unis, à 105 km à l'est de Pittsburgh et à 74 km au sud-ouest d'Altoona. Avec une population de 27 906 habitants, il s'agit de la principale ville de la métropole de Johnstown, qui inclut tout le comté de Cambria et compte 152 593 habitants. Elle est surtout connue pour les trois inondations qu'elle a subies, dont celle de 1889 qui a détruit la localité.

## Géographie
La ville se trouve au point de confluence de la Little Conemaugh River (en) et de la Stonycreek River (en) qui forme la Conemaugh.

## Histoire

### Fondation
La ville est fondée en 1770 par des immigrants suisses alémaniques. Ce n'est qu'en 1800 que Joseph Johns (né Josef Schantz) obtient l'incorporation de la commune sous le nom de Schantzstadt. Cependant, le nom devient rapidement Johnstown avec l'afflux d'anglophones. De 1834 à 1854, la ville est un port important du système de train-canal en Pennsylvanie pour traverser les Appalaches et relier la côte Est aux Grandes Plaines. Les chalands ayant traversé les montagnes sur les trains du Allegheny Portage Railroad étaient remis à l'eau à Johnstown, pour ensuite se diriger vers Pittsburgh et la vallée de l'Ohio. En 1842, Charles Dickens y fit une brève escale lors d'un voyage sur le canal.
En 1854, le parachèvement du chemin de fer Pennsylvania Railroad rendit désuet le système de canal qui fut bientôt abandonné. La ville se tourna alors vers l'exploitation des mines de fer et de charbon, ainsi que la fabrication d'acier. En 1860, la Cambria Iron Company était le principal producteur d'acier aux États-Unis, devant Pittsburgh et Cleveland. Durant la seconde moitié du XIXe siècle, les aciéries de Johnstown produisirent la plus grande partie du fil de fer barbelé nécessaire à la colonisation de l'Ouest américain et la ville prospéra.

### Inondation de 1889
Bien que le canal fût abandonné après 1854, le bassin de rétention qui servait à l'alimenter est demeuré en place à 22,53 km en amont de la ville. Le terrain où il se trouvait fut acheté par des spéculateurs pour en faire un club privé pour les gens fortunés de Pittsburgh, le South Fork Fishing and Hunting Club (en), et le bassin servait à la pêche sportive. Le club compta bientôt de grands noms de l'industrie comme Andrew Carnegie, Andrew Mellon, Henry Clay Frick, Philander C. Knox et Robert Pitcairn. Pour loger ces membres, les promoteurs abaissèrent le sommet du barrage de South Fork afin d'y faire passer une route, firent mettre une grille dans l'évacuateur de crue afin de retenir les poissons et élevèrent le niveau de la retenue. Ces modifications rendirent le barrage vulnérable à une crue subite des eaux. De plus, l'entretien de l'ouvrage fut négligé et les réparations faites par du personnel mal formé.

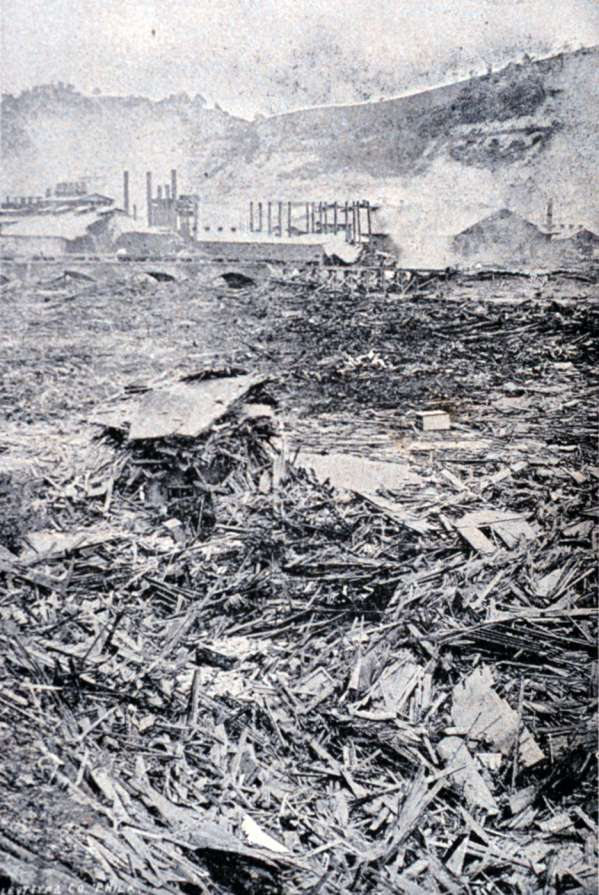
Débris laissés par l'inondation de 1889

Le 28 mai 1889, une importante dépression s'est formée sur le Nebraska et le Kansas. Elle s'est ensuite déplacée vers l'est pour frapper la Pennsylvanie deux jours plus tard. Les pluies intenses qui tombèrent alors sont les pires jamais enregistrées dans la région. Les stations de l’U.S. Army Signal Corps enregistrèrent de 150 à 250 mm de précipitations en 24 heures. La région étant très montagneuse, l'eau a dévalé les pentes et s'est retrouvée rapidement dans les ruisseaux et rivières. Durant la nuit, ces cours d'eau sont devenus des torrents pleins de débris, dont des poteaux télégraphiques et des sections de voie ferrée.
Le matin du 31 mai 1889, la rivière Conemaugh traversant Johnstown était à la limite du débordement, ce qui se produisit un peu plus tard. Le barrage de South Fork montrait des signes de défaillance alors que le bassin de rétention était plein et que l'évacuateur ne réussissait pas à évacuer la crue car il était bouché par les débris. Au milieu de l'après-midi, le barrage fut emporté par la pression. La masse d'eau libérée, environ 20 millions de tonnes, forma une vague qui déferla dans la vallée encaissée vers la ville de Johnstown en emportant tout sur son passage. Les débris formèrent des embâcles temporaires dans les resserrements de la vallée qui permirent de renforcer la vague à chaque fois qu'ils cédaient. L’inondation a ainsi gardé sa puissance jusqu'à Johnstown.
Juste avant son arrivée en ville, la vague frappa l'aciérie Cambria Iron Works, emportant des wagons de chemins de fer et du fil barbelé. La masse d'eau et de débris traversa la ville le long de la rivière Conemaugh à la vitesse estimée de 64 km/h, ne laissant aucun temps de réaction aux habitants. Elle recouvrit la ville de 18 mètres d'eau et détruisit la plupart des bâtiments. Peu de gens purent se réfugier en hauteur ou sur le toit des édifices épargnés. Les débris s'agglutinèrent ensuite sur le côté du pont de pierre de la Pennsylvania Railroad, ce qui créa un barrage au travers de la rivière Conemaugh et l'eau refoula vers la rivière Stoney Creek qui rejoint la Conemaugh. La gravité ramena finalement l'eau depuis cette vallée vers la ville. Des feux se déclarèrent également dans les débris accrochés au pont causant 80 morts. Ce feu dura trois jours mais ne détruisit pas le pont qui existe toujours en 2007. Au moins 2 209 personnes perdirent la vie, noyées, écrasées par les débris, prises dans les fils barbelés ou brûlées.
Ce fut la pire inondation de l'histoire américaine au XIXe siècle. On estime à 1 600 le nombre de maisons détruites sur les 10 km2 de la ville. Les dégâts se sont élevés à 17 millions de dollars (1889) et la ville mit des années à s'en relever. Des ouvriers travaillèrent sept jours et nuits pour rebâtir le viaduc pour que le train puisse les relier à Pittsburgh, à 89 km de là, et que les provisions, médicaments et l’assistance puissent enfin arriver. Les cercueils firent partie des premières livraisons. Près de 7 000 volontaires, dont Clara Barton, présidente de la Croix-Rouge américaine, se rendirent à la ville pour nettoyer les débris et aider les survivants. Les dons recueillis, à travers les États-Unis et 18 autres pays, totalisèrent 3 742 818,78 dollars.
Durant les années suivantes, la population tint le club pour responsable d'avoir causé le désastre mais aucun membre ou personnel de l'établissement ne fut jamais reconnu coupable de négligence. Le procès qui leur fut intenté se termina par un non-lieu, malgré les preuves présentées. La catastrophe fut déclarée comme un cas de force majeure (Act of God en droit anglophone[Quoi ?]) et aucun dédommagement ne fut versé aux sinistrés. Toutefois, plusieurs riches membres du club contribuèrent à aider la localité, par exemple Henry Clay Frick donna plusieurs milliers de dollars et Andrew Carnegie construisit une nouvelle bibliothèque.
Sur les terrains du club fut établi le Mémorial national de l'inondation de Johnstown en 1964. On y retrouve entre autres les restants du barrage qui s'est rompu.

### Renaissance
Après l'inondation, Johnstown est reconstruite et, en 1900, elle est redevenue un important centre de production d'acier sans autre diversification notable. Cette mono-industrie sera à l'origine de son déclin à la fin du XXe siècle. La population augmente rapidement à 75 000 personnes et son système de transport public est l'un des meilleurs pour une ville de cette taille aux États-Unis.
La première station de radio commerciale, WJAC, débute en 1925. Le centre-ville compte au moins cinq grands magasins et tout va pour le mieux quand la grande Dépression vient mettre un frein à la progression de la ville.

### Inondation de 1936
Le 16 mars 1936, des températures anormalement élevées firent fondre la neige dans le haut des rivières Allegheny et Monongahela, ainsi que leurs affluents dont la Conemaugh. Ces dernières étaient déjà au bord de l'inondation. Une forte pluie le 17, dont on estime la période de retour à 500 ans, les fit sortir de leur lit sur tout leur cours. Entre autres, Johnstown et Pittsburgh furent inondés le jour de Pâques 1936 (18 mars). On a rapporté un niveau maximal de plus de 6 mètres au-dessus du seuil d'inondation à Pittsburgh. Tout le centre-ville fut inondé, les aciéries fermées, l'électricité coupée et les sources d'eau potable furent contaminées.
Depuis des décennies la ville de Pittsburgh et les comtés environnants avait demandé au gouvernement fédéral américain de l'aide pour construire un système de contrôle des crues. En août 1935, la chambre des représentants du Congrès américain avait voté une loi pour la construction de neuf bassins de rétention mais le Sénat débattait toujours du sujet lorsque l'inondation s'est produite. Finalement, les crédits furent débloqués et le président Franklin Delano Roosevelt vint lui-même inaugurer le réseau de contrôle des eaux en 1938. Celui-ci devait permettre à Johnstown d'éviter toute nouvelle inondation durant trente-neuf ans. La ville fut d'ailleurs la seule ville riveraine de Pennsylvanie à éviter le désastre lors du passage de l'ouragan Agnes en 1972.

### Seconde moitié duXXesiècle
La demande d'acier durant et après la Seconde Guerre mondiale remit Johnstown en selle. À leur apogée, les aciéries fournissaient de l'emploi à 13 000 ouvriers à temps plein. Des emplois bien rémunérés qui faisaient tourner l'économie à plein régime. Cependant, la compétition domestique et étrangère, ainsi que son éloignement des sources de minerai de fer, entraîna un déclin des profits. Les nouveaux investissement nécessaires à la modernisation manquèrent et l'éparpillement de ses aciéries, le long d'une vallée encaissée sur près de 20 km, rendirent difficile son maintien.
La nuit du 19 au 20 juillet 1977, un complexe convectif de méso-échelle est passé sur l'ouest de la Pennsylvanie. La pluie torrentielle qu'il a généré s'est engouffrée dans les vallées encaissées de ce secteur et a mené à l'inondation de Johnstown. On a noté des accumulations importantes tout le long de sa trajectoire, dont plus de 300 millimètres à Johnstown. Les dégâts causés aux usines par cette nouvelle catastrophe ont scellé le sort de son industrie principale et mené à sa fermeture graduelle. Au début des années 1990, la dernière aciérie de Johnstown ferma ses portes.
Depuis ce temps, la ville ne s'est pas trouvé de nouvelle vocation. En 2003, le recensement a montré que Johnstown était la ville la moins susceptible d'attirer des nouveaux citoyens, démontrant sa faiblesse économique. Cependant, l'industrie des services commence une timide avancée. Elle est le centre régional pour les soins de santé, l'éducation supérieure et les télécommunications. Certains zones industrielles près du centre-ville ont une nouvelle vie comme le Conemaugh Memorial Medical Center qui est supposé se relocaliser dans l'une d'elles.
On note également la construction du Pasquerilla Performing Arts Center, un centre de concerts et de théâtre, à l'université de Pittsburgh à Johnstown. Des artistes de renom y font escale et la ville a un orchestre symphonique. La ville encourage la vie artistique au centre-ville et de nombreux cafés s'y sont installés dernièrement.

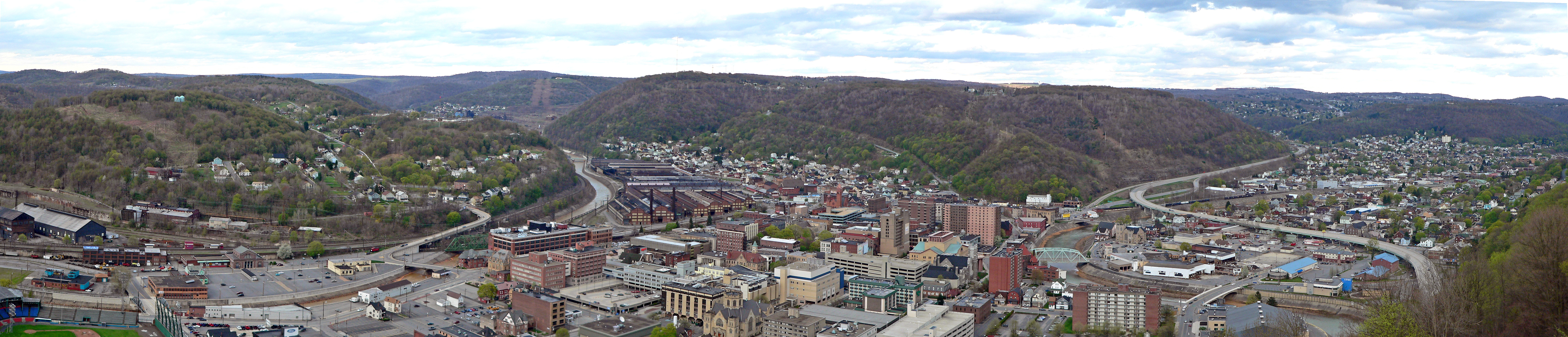
Vue panoramique de Johnstown où on remarque le confluent des rivières Stoney Creek et Conemaugh

## Démographie
| Groupe            | Johnstown | Pennsylvanie | États-Unis |
| ----------------- | --------- | ------------ | ---------- |
| Blancs            | 80,0      | 81,9         | 72,4       |
| Afro-Américains   | 14,6      | 10,9         | 12,6       |
| Métis             | 4,3       | 1,9          | 2,9        |
| Autres            | 0,7       | 2,4          | 6,2        |
| Asiatiques        | 0,2       | 2,8          | 4,8        |
| Amérindiens       | 0,2       | 0,2          | 0,9        |
| Total             | 100       | 100          | 100        |
|                   |           |              |            |
| Latino-Américains | 3,1       | 5,7          | 16,7       |

Selon l’American Community Survey, pour la période 2011-2015, 96,98 % de la population âgée de plus de 5 ans déclare parler l'anglais à la maison, 1,31 % déclare parler l'espagnol et 1,71 % une autre langue.